# Somme quadratique de Gauss
En théorie des nombres, une somme quadratique de Gauss est une certaine somme finie de racines de l'unité. Une somme quadratique de Gauss peut être interprétée comme une combinaison linéaire des valeurs de la fonction exponentielle complexe avec des coefficients donnés par un caractère quadratique ; pour un caractère général, on obtient une somme de Gauss plus générale. Ces objets sont nommés d'après Carl Friedrich Gauss, qui les a étudiés longuement et les a appliqués aux lois de réciprocité quadratique, cubique et biquadratique (en).

## Définition
Soit p un nombre premier impair et a un entier. Alors, la somme de Gauss mod p, g(a ; p), est la somme de racines p-ièmes de l'unité suivante :
{\displaystyle g(a;p)=\sum _{n=0}^{p-1}\operatorname {e} ^{2\pi \mathrm {i} an^{2}/p}=\sum _{n=0}^{p-1}\zeta _{p}^{an^{2}},\quad \zeta _{p}=\operatorname {e} ^{2\pi \mathrm {i} /p}}.
Si a n'est pas divisible par p, une expression équivalente pour cette somme (que l'on trouve en évaluant {\displaystyle \sum _{n=0}^{p-1}\left(1+\left({\frac {n}{p}}\right)\right)\zeta _{p}^{an}} de deux façons différentes) est
{\displaystyle G(a,\chi )=\sum _{n=0}^{p-1}\chi (n)\operatorname {e} ^{2\pi \mathrm {i} an/p}}.
Ici {\displaystyle \chi (n)=\left({\frac {n}{p}}\right)} est le symbole de Legendre, qui est un caractère quadratique mod p. Une formule analogue avec un caractère général χ à la place du symbole de Legendre définit la somme de Gauss G(χ).

### Propriétés
- La valeur de la somme de Gauss est un entier algébrique dans la p-ième extension cyclotomique Q(ζp).
- L'évaluation de la somme de Gauss peut être réduite au cas a = 1 :
{\displaystyle g(a;p)=\left({\frac {a}{p}}\right)g(1;p)}.
- La valeur exacte de la somme de Gauss, calculée par Gauss, est donnée par la formule
{\displaystyle g(1;p)=\sum _{n=0}^{p-1}\operatorname {e} ^{2\pi \mathrm {i} n^{2}/p}={\begin{cases}{\sqrt {p}}&p\equiv 1\mod 4\\\mathrm {i} {\sqrt {p}}&p\equiv 3\mod 4.\end{cases}}}

L'égalité {\displaystyle g(a;p)^{2}=\left({\frac {-1}{p}}\right)p} était facile à démontrer et conduisit Gauss à l'une de ses démonstrations de la loi de réciprocité quadratique. Cependant, la détermination du signe de la somme de Gauss s'est révélée être beaucoup plus difficile : Gauss ne put établir ce résultat qu'après un travail de plusieurs années. Plus tard, Peter Gustav Lejeune Dirichlet, Leopold Kronecker, Issai Schur et d'autres mathématiciens en donnèrent des démonstrations différentes.

## Sommes quadratiques de Gauss généralisées
Soit a, b et c des entiers naturels. La somme de Gauss généralisée G(a, b, c) est définie par
{\displaystyle G(a,b,c)=\sum _{n=0}^{c-1}\exp \left(2\pi \mathrm {i} {\frac {an^{2}+bn}{c}}\right)}.
La somme de Gauss classique est la somme {\displaystyle G(a,c)=G(a,0,c)}.

### Propriétés
- La somme de Gauss G(a, b, c) ne dépend que des classes de a et b modulo c.
- Les sommes de Gauss sont multiplicatives au sens suivant : étant donnés des entiers naturels a, b, c et d tels que pgcd(c, d) = 1, on a
G(a, b, cd) = G(ac, b, d)G(ad, b, c).
C'est une conséquence directe du théorème des restes chinois.
- On a G(a, b, c) = 0 si pgcd(a, c) > 1 sauf si pgcd(a, c) divise b, auquel cas on a

{\displaystyle G(a,b,c)=\operatorname {pgcd} (a,c)\cdot G\left({\frac {a}{\operatorname {pgcd} (a,c)}},{\frac {b}{\operatorname {pgcd} (a,c)}},{\frac {c}{\operatorname {pgcd} (a,c)}}\right)}.
Ainsi, dans l'évaluation des sommes quadratiques de Gauss, on peut toujours supposer pgcd(a, c) = 1.
- Soit a, b et c des entiers tels que {\displaystyle ac\neq 0} et ac + b pair. On a l'analogue suivant de la loi de réciprocité quadratique pour les sommes de Gauss (encore plus généralisées)[1]

{\displaystyle \sum _{n=0}^{|c|-1}\operatorname {e} ^{\pi \mathrm {i} (an^{2}+bn)/c}=|c/a|^{1/2}\operatorname {e} ^{\pi \mathrm {i} (|ac|-b^{2})/(4ac)}\sum _{n=0}^{|a|-1}\operatorname {e} ^{-\pi \mathrm {i} (cn^{2}+bn)/a}}.
- Soit {\displaystyle \varepsilon _{m}:={\begin{cases}1&m\equiv 1\mod 4\\\mathrm {i} &m\equiv 3\mod 4\end{cases}}} pour tout entier m impair.

Les valeurs des sommes de Gauss pour b = 0 et pgcd(a, c) = 1 sont explicitement données par la célèbre formule de Gauss :
{\displaystyle G(a,c)=G(a,0,c)={\begin{cases}0&c\equiv 2\mod 4\\\varepsilon _{c}{\sqrt {c}}\left({\frac {a}{c}}\right)&c\ {\text{impair}}\\(1+i)\varepsilon _{a}^{-1}{\sqrt {c}}\left({\frac {c}{a}}\right)&a\ {\text{impair}},4\mid c.\end{cases}}}
où {\displaystyle \left({\frac {a}{c}}\right)} est le symbole de Jacobi.
- Pour b > 0, on peut calculer facilement les sommes de Gauss en complétant le carré, dans la plupart des cas. Cela échoue cependant dans certains cas (par exemple, quand c est pair et b est impair) qui peuvent être calculés relativement facilement par d'autres moyens. Par exemple, si c est impair et pgcd(a, c) = 1, on a

{\displaystyle G(a,b,c)=\varepsilon _{c}{\sqrt {c}}\cdot \left({\frac {a}{c}}\right)\operatorname {e} ^{-2\pi \mathrm {i} \psi (a)b^{2}/c}}
où {\displaystyle \psi (a)} est un nombre tel que {\displaystyle 4\psi (a)a\equiv 1{\bmod {c}}}. Comme autre exemple, si 4 divise c et si b est impair et pgcd(a, c) = 1, alors G(a, b, c) = 0. On peut par exemple le prouver comme suit : en raison de la propriété multiplicative des sommes de Gauss, il suffit de montrer que {\displaystyle G(a,b,2^{n})=0} si n > 1 et a, b sont impairs et pgcd(a, c) = 1. Si b est impair, alors {\displaystyle an^{2}+bn} est pair pour tout {\displaystyle 0\leq n<c-1}. Par le lemme de Hensel, pour tout q, l'équation {\displaystyle an^{2}+bn+q=0} a au plus deux solutions dans {\displaystyle \mathbb {Z} /2^{n}\mathbb {Z} }. Par un argument de comptage, {\displaystyle an^{2}+bn{\bmod {c}}} prend exactement deux fois chaque valeur paire. La formule de la somme géométrique montre alors que {\displaystyle G(a,b,2^{n})=0}.
- Si c est impair et sans facteur carré et pgcd(a, c) = 1, alors

{\displaystyle G(a,0,c)=\sum _{n=0}^{c-1}\left({\frac {n}{c}}\right)\operatorname {e} ^{2\pi \mathrm {i} an/c}}.
Si c n'est pas sans facteur carré, alors le membre de droite s'annule mais pas celui de gauche. Souvent, la somme de droite est aussi appelée une somme de Gauss quadratique.
- Une autre formule utile est

G(n, pk) = pG(n, pk-2)
si k ≥ 2 et p est un nombre premier impair ou si k ≥ 4 et p = 2.